# Morti nel 1469
| Questa pagina contiene informazioni ricavate automaticamente dalle voci biografiche con l'ausilio del template Bio e di un bot. L'aggiornamento è periodico e automatico e ricostruisce completamente la pagina. Se manca una persona in questa lista, sei pregato di non aggiungerla, ma accertati piuttosto che la sua voce biografica contenga il template Bio e che i dati anagrafici siano correttamente compilati. Se il template Bio manca, inseriscilo tu stesso o, in alternativa, metti l'avviso {{tmp\|Bio}} che ne segnala la mancanza. Se i dati riportati sono sbagliati, correggi direttamente la voce biografica; le modifiche saranno visibili in questa lista entro pochi giorni. Per chiarimenti vedi il progetto biografie. La lista contiene solo le 30 persone che sono citate nell'enciclopedia e per le quali è stato implementato correttamente il template Bio. Pagina aggiornata al 2 ago 2025. |

- 16 gennaio - Giovanni Burgio, arcivescovo cattolico, medico e politico italiano
- 22 febbraio - Maria di Savoia, principessa (n. 1411)
- 23 marzo - Jacob Fugger il Vecchio, mercante tedesco (n. 1398)
- 12 aprile - Peter von Schaumberg, cardinale tedesco (n. 1388)
- 21 maggio - Caterina di Borbone-Clermont, nobile francese (n. 1440)
- 26 giugno - Elisabetta Manfredi, nobildonna italiana (n. 1443)
- 12 agosto - Richard Woodville, nobile britannico (n. 1405)
- 12 agosto - John Woodville, nobile inglese (n. 1444)
- 13 agosto - Bornio da Sala, giurista e scrittore italiano
- 15 agosto - Johann von Mengede (n. 1400)
- 9 ottobre - Filippo Lippi, pittore italiano (n. 1406)
- 23 ottobre - Thomas de Courcelles, cardinale e teologo francese (n. 1400)
- 2 dicembre - Piero il Gottoso, politico italiano (n. 1416)
- 6 dicembre - Juan de Carvajal, cardinale e vescovo cattolico spagnolo
- 31 dicembre - Yejong di Joseon, re coreano (n. 1450)
- Giovanni Asen Zaccaria, principe
- Eustochio Bellini, religiosa italiana (n. 1444)
- Giovanni Bianchini, matematico e astronomo italiano (n. 1410)
- Filippo Borromeo, nobile, politico e banchiere italiano (n. 1419)
- Niccolò de' Conti, esploratore italiano (n. 1395)
- Benedetto Cotrugli, diplomatico e economista dalmata (n. 1416)
- Elena Paleologa, principessa bizantina (n. 1442)
- Filarete, scultore, architetto e teorico dell'architettura italiano
- Leone de Simone, vescovo cattolico italiano
- Lope de Barrientos, vescovo cattolico spagnolo (n. 1382)
- Abu Sa'id Mirza, sovrano persiano (n. 1424)
- Montezuma I, imperatore azteco (n. 1398)
- Filippo Baudone Roero, vescovo cattolico italiano
- Francesco Solari, scultore, architetto e ingegnere svizzero
- Zagan Pascià, militare e politico ottomano